# Daquanyuan (sockenhuvudort i Kina, Jilin Sheng, lat 41,55, long 125,60)
Daquanyuan är en sockenhuvudort i Kina. Den ligger i provinsen Jilin, i den nordöstra delen av landet, omkring 260 kilometer söder om provinshuvudstaden Changchun. Antalet invånare är 24 298. Befolkningen består av 10 661 kvinnor och 13 637 män. Barn under 15 år utgör 10,0 %, vuxna 15-64 år 82 %, och äldre över 65 år 6,0 %.
Runt Daquanyuan är det ganska tätbefolkat, med 67 invånare per kvadratkilometer. Daquanyuan är det största samhället i trakten. Omgivningarna runt Daquanyuan är en mosaik av jordbruksmark och naturlig växtlighet.
Genomsnittlig årsnederbörd är 1 154 millimeter. Den regnigaste månaden är juli, med i genomsnitt 321 mm nederbörd, och den torraste är januari, med 9 mm nederbörd.